# Eberhardsgruppe

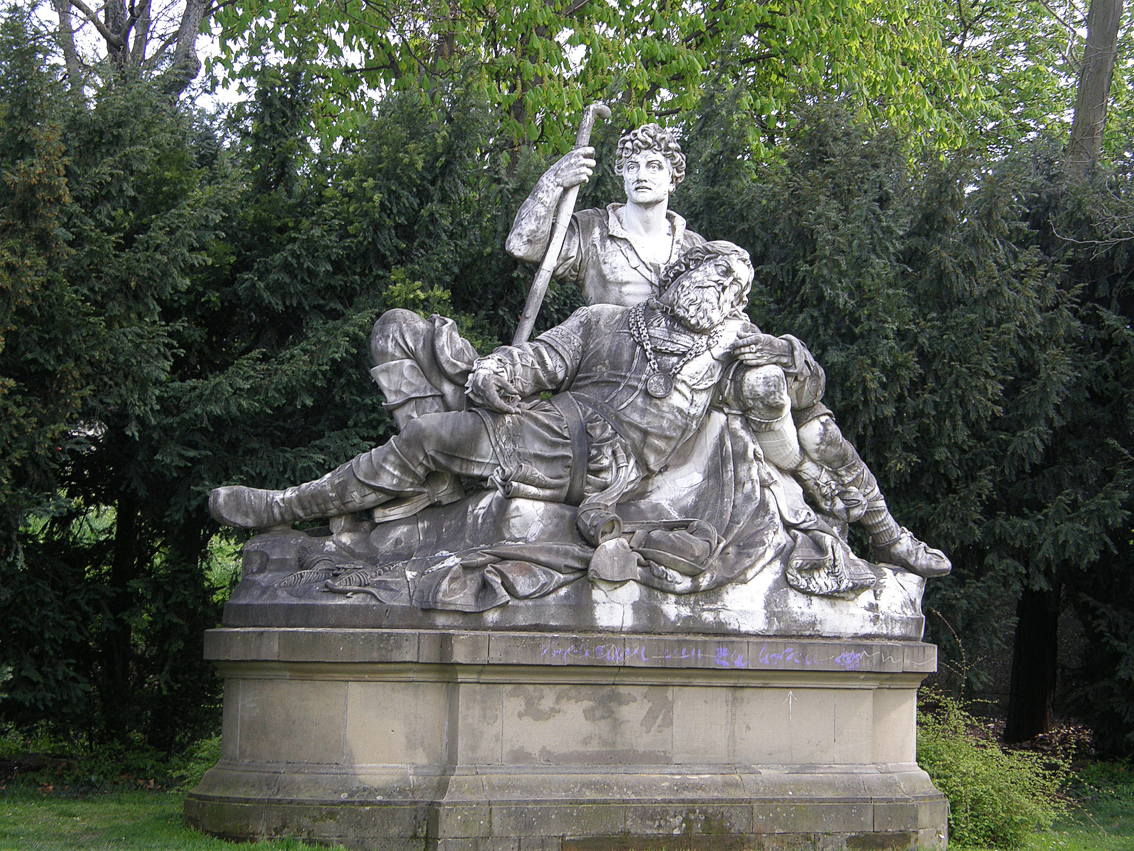
Eberhardsgruppe im Stuttgarter Schlossgarten

Die Eberhardsgruppe ist ein Denkmal im Oberen Schlossgarten von Stuttgart. Es zeigt den Fürst Eberhard I. liegend auf dem Schoß eines Untertanen.

## Bedeutung
Die dargestellte Szene fußt auf dem Gedicht Der reichste Fürst von Justinus Kerner. Bekannt und vertont unter dem Titel Preisend mit viel schönen Reden gilt es als die inoffizielle Landeshymne Württembergs. In der Ballade zu Ehren des Grafen und ersten Herzogs von Württemberg, Eberhard im Bart, zählen deutsche Fürsten die Reichtümer ihrer Herrschaftsgebiete auf, bis zuletzt Eberhard feststellt, dass „ich mein Haupt kann kühnlich legen jedem Untertan in Schoß“, woraufhin die anderen Fürsten ihm zusprechen, er sei der reichste Fürst.
Die Eberhardsgruppe veranschaulicht somit das auch in den Augen des Volkes besondere Verhältnis der württembergischen Herrscher zu ihren Untertanen. Die Herrscher waren auf Basis des Münsinger Vertrages oft auf die Mitwirkung von Vertretern der Stände angewiesen. Bei Erhebung des Landes zum Königreich wollte König Friedrich diese alten Landstände abschafften. Das Denkmal verweist auch auf das gegenläufige Bestreben der Landstände, das alte Recht wieder einzusetzen.

## Geschichte

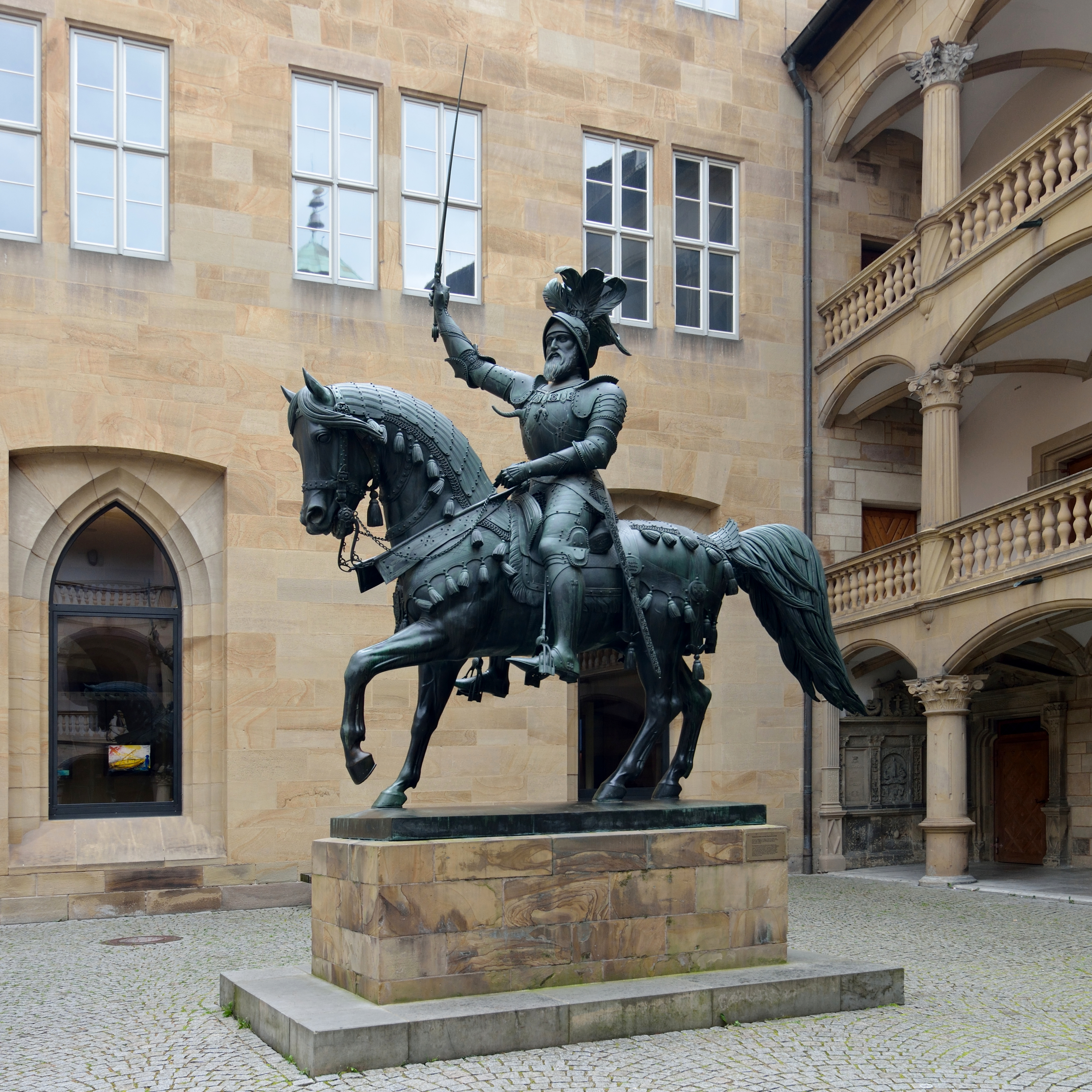
Reiterstandbild Eberhard I. von Württemberg im Innenhof des Alten Schlosses

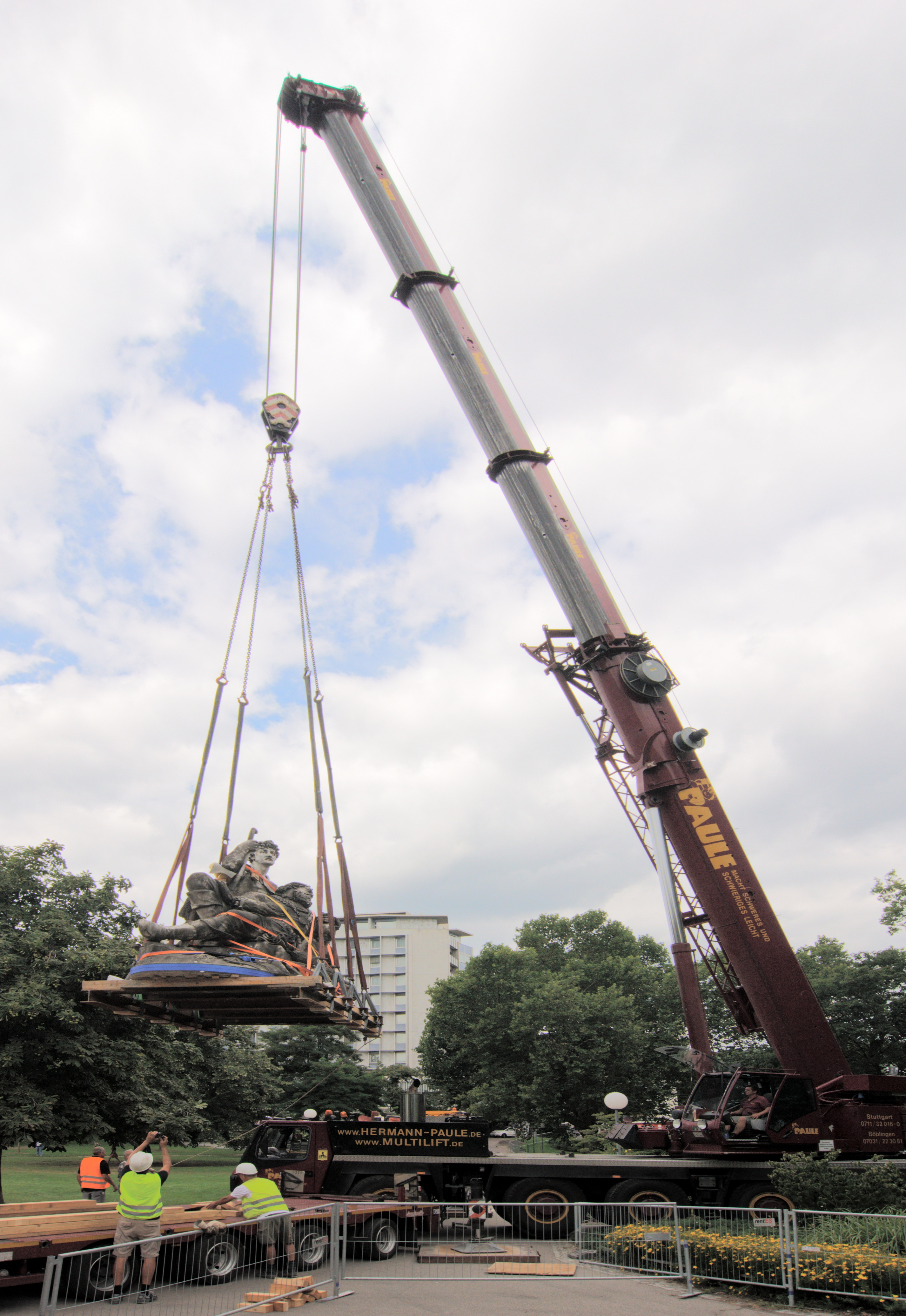
Versetzen des Denkmals im Oberen Schlossgarten, August 2012

1859 wurde im Hof des Neuen Schlosses in Stuttgart ein Reiterstandbild zu Ehren Eberhards I. enthüllt. Die Stuttgarter waren skeptisch gegenüber dieser Darstellung des Fürsten, da es nicht zu dem populäreren Bild vom volksnahen Herrscher passte. Karl I. ließ das Standbild in den Innenhof des Alten Schlosses verlegen.
Zwischen 1879 und 1881 schuf der Bildhauer Paul Müller die 350 cm hohe und 500 cm breite Marmorskulptur, die 1881 im Rahmen der Feierlichkeiten zum 75. Jubiläum der Erhebung Württembergs zum Königreich enthüllt wurde.
Am 3. August 2012 wurde das Denkmal vorübergehend vom Mittleren in den Oberen Schlossgarten verlegt, da sich an seinem angestammten Platz das Baufeld von Stuttgart 21 befindet.